# Сборная Франции по мини-футболу
Сборная Франции по мини-футболу — национальная команда, которая представляет Францию на международных соревнованиях по мини-футболу.

## Турнирные достижения

### Чемпионат мира по мини-футболу
- 1989 — 2020 — не квалифицировалась
- 2024 — 4 место

### Чемпионат Европы по мини-футболу
- 1996 — 2016 — не квалифицировалась
- 2018 — групповой этап
- 2022 — не квалифицировалась